# 2-溴-N,N-二甲基苯胺
2-溴-N,N-二甲基苯胺是一种有机化合物，化学式为C8H10BrN。它可由2-溴苯胺和硫酸二甲酯反应制得。它可以被间氯过氧苯甲酸氧化为2-溴-N,N-二甲基苯胺-N-氧化物。